# Дерево (теория графов)
Дерево — связный ациклический граф. Связность означает наличие маршрута между любой парой вершин, ацикличность — отсутствие циклов. Отсюда, в частности, следует, что число рёбер в дереве на единицу меньше числа вершин, а между любыми парами вершин имеется один и только один путь.
Лес — множество деревьев.
Ориентированное (направленное) дерево — ациклический ориентированный граф, в котором только одна вершина имеет нулевую степень захода (в неё не ведут дуги), а все остальные вершины имеют степень захода 1 (в них ведёт ровно по одной дуге). Вершина с нулевой степенью захода называется корнем дерева, вершины с нулевой степенью исхода (из которых не исходит ни одна дуга) называются концевыми вершинами или листьями.

## Связанные определения
- Степень вершины — количество инцидентных ей ребер.
- Концевой узел (лист, терминальная вершина) — узел со степенью 1 (то есть узел, в который ведёт только одно ребро; в случае ориентированного дерева — узел, в который ведёт только одна дуга и не исходит ни одной дуги).
- Узел ветвления — неконцевой узел.
- Дерево с отмеченной вершиной называется корневым деревом.
  - {\displaystyle m}-й ярус дерева {\displaystyle T} — множество узлов дерева, на уровне {\displaystyle m} от корня дерева.
  - частичный порядок на вершинах: {\displaystyle u\prec v}, если вершины {\displaystyle u} и {\displaystyle v} различны и вершина {\displaystyle u} лежит на (единственной!) элементарной цепи, соединяющей корень с вершиной {\displaystyle v}.
  - корневое поддерево с корнем {\displaystyle v} — подграф {\displaystyle \{v\}\cup \{w\mid v<w\}}.
  - В контексте, где дерево предполагается имеющим корень, дерево без выделенного корня называется свободным.
- Уровень узла — длина пути от корня до узла. Можно определить рекурсивно:

1. уровень корня дерева {\displaystyle T} равен 0;
2. уровень любого другого узла на единицу больше, чем уровень корня ближайшего поддерева дерева {\displaystyle T}, содержащего данный узел.

- Остовное дерево (остов) — это подграф данного графа, содержащий все его вершины и являющийся деревом. Рёбра графа, не входящие в остов, называются хордами графа относительно остова.
- Несводимым называется дерево, в котором нет вершин степени 2.
- Лес — множество (обычно упорядоченное), не содержащее ни одного непересекающегося дерева или содержащее несколько непересекающихся деревьев.
- Центроид — вершина, при удалении которой размеры получившихся компонент связности не превышают {\displaystyle {\dfrac {n}{2}}} (половины размера исходного дерева)

## Двоичное дерево
Термин двоичное дерево (применяется так же термин бинарное дерево) имеет несколько значений:
- Неориентированное дерево, в котором степени вершин не превосходят 3.
- Ориентированное дерево, в котором исходящие степени вершин (число исходящих рёбер) не превосходят 2.
- Абстрактная структура данных, используемая в программировании. На двоичном дереве основаны такие структуры данных, как двоичное дерево поиска, двоичная куча, красно-чёрное дерево, АВЛ-дерево, фибоначчиева куча и др.

## N-арные деревья
N-арные деревья определяются по аналогии с двоичным деревом. Для них также есть ориентированные и неориентированные случаи, а также соответствующие абстрактные структуры данных.
- N-арное дерево (неориентированное) — это дерево (обычное, неориентированное), в котором степени вершин не превосходят N+1.
- N-арное дерево (ориентированное) — это ориентированное дерево, в котором исходящие степени вершин (число исходящих рёбер) не превосходят N.

## Свойства
- Дерево не имеет кратных рёбер и петель.
- Любое дерево с {\displaystyle n} вершинами содержит {\displaystyle n-1} ребро. Более того, конечный связный граф является деревом тогда и только тогда, когда {\displaystyle B-P=1}, где {\displaystyle B} — число вершин, {\displaystyle P} — число рёбер графа.
- Граф является деревом тогда и только тогда, когда любые две различные его вершины можно соединить единственной простой цепью.
- Любое ребро дерева является мостом. Обратное неверно: граф, все рёбра которого являются мостами, может быть как деревом, так и лесом.
- Любое дерево однозначно определяется расстояниями (длиной наименьшей цепи) между его концевыми (степени 1) вершинами.
- Любое дерево является двудольным графом.
- Любое дерево, множество вершин которого не более чем счётное, является планарным графом.
- Для любых трёх вершин дерева, пути между парами этих вершин имеют ровно одну общую вершину.

## Подсчёт деревьев
- Число различных деревьев, которые можно построить на {\displaystyle n} нумерованных вершинах, равно {\displaystyle n^{n-2}} (Теорема Кэли[3]).
- Производящая функция

{\displaystyle T(z)=\sum _{n=1}^{\infty }T_{n}z^{n}}
для числа {\displaystyle T_{n}} неизоморфных корневых деревьев с {\displaystyle n} вершинами удовлетворяет функциональному уравнению
{\displaystyle T(z)=z\exp \sum _{r=1}^{\infty }{\frac {1}{r}}T(z^{r})}.
- Производящая функция

{\displaystyle t(z)=\sum _{n=1}^{\infty }t_{n}z^{n}}
для числа {\displaystyle t_{n}} неизоморфных деревьев с {\displaystyle n} вершинами можно представить с помощью перечисляющего ряда для корневых деревьев:
{\displaystyle t(z)=T(z)-{\frac {1}{2}}\left(T^{2}(z)-T(z^{2})\right).}
- При {\displaystyle n\to \infty } верна следующая асимптотика

{\displaystyle t_{n}\sim C\alpha ^{n}/n^{5/2}}
где {\displaystyle C} и {\displaystyle \alpha } определённые константы, {\displaystyle C=0,534948...}, {\displaystyle \alpha =2,95576...}.

## Кодирование деревьев
- Дерево можно кодировать наборами из нулей и единиц. Рассмотрим, например, укладку дерева на плоскости. Начиная с какой-либо вершины будем двигаться по ребрам дерева, сворачивая в каждой вершине на ближайшее справа ребро и поворачивая назад в концевых вершинах дерева. Проходя по некоторому ребру, записываем {\displaystyle 0} при движении по ребру в первый раз и {\displaystyle 1} при движении по ребру второй раз (в обратном направлении). Если {\displaystyle m} — число рёбер дерева, то через {\displaystyle 2m} шагов мы вернемся в исходную вершину, пройдя по каждому ребру дважды. Полученная при этом последовательность из {\displaystyle 0} и {\displaystyle 1} (код дерева) длины {\displaystyle 2m} позволяет однозначно восстанавливать не только само дерево {\displaystyle D}, но и его укладку на плоскости. Произвольному дереву соответствуют несколько таких кодов. В частности, из этого способа кодирования вытекает следующая грубая оценка на число деревьев с {\displaystyle n} вершинами:
{\displaystyle t_{n}\leq T_{n}<2^{2n}}

- Код Прюфера сопоставляет произвольному конечному дереву с {\displaystyle n} вершинами последовательность из {\displaystyle n-2} чисел от {\displaystyle 1} до {\displaystyle n} с возможными повторениями. Например дерево на рисунке имеет код Прюфера (4,4,4,5). Между деpевьями с помеченными вершинами и их кодами Прюфера существует взаимно однозначное соответствие. Из кода Прюфера выводится формула Кэли.
- Дерево можно задать в виде стpоки, содержащей символы, помечающие вершины деpева, а также открывающие и закрывающие кpуглые скобки. Между деpевьями и их линейными скобочными записями существует взаимно однозначное соответствие.